# Novo Mundo (Curitiba)
Novo Mundo é um bairro da cidade brasileira de Curitiba, Paraná.

## Localização, história e toponímia
Localizado na região sul da cidade, o bairro teve sua origem através do progresso que se estabeleceu em torno do armazém de secos e molhados e hospedagem "Novo Mundo", aberto pelo imigrante polonês Alberto Stenzoski no final do século XIX. Stenzoski investiu neste ponto comercial, visando os tropeiros que atravessavam a região pela antiga estrada que atualmente e a principal via do bairro, a avenida República Argentina. Por consequência, a origem do topônimo Mundo Novo é proveniente deste armazém/pousada que era localizada exatamente no local onde hoje é a "pracinha do Novo Mundo", na região central do bairro.

## Demografia
O bairro possui uma área total de 5,95 km² (1,35% da área total da cidade) e seus moradores eram contabilizados em 44.063 pessoas, conforme dados do censo demográfico de 2010 do IBGE. Com estes valores, sua densidade demográfica corresponde a 7.405,5 hab/km².
Entre jardinetes e praças, o bairro possui aproximadamente 20.979 m² de de área nos seus 21 logradouros públicos.